# Keisuke Kimoto
Keisuke Kimoto (født 23. august 1984) er en japansk fodboldspiller.
Han har spillet for flere forskellige klubber i sin karriere, herunder Kataller Toyama.